# RPA & The United Nations of Sound
RPA & The United Nations of Sound ou The United Nations of Sound est un groupe de rock alternatif britannique formé par le chanteur Richard Ashcroft, ancien leader de The Verve.

## Histoire

### Pré-tournées
Ashcroft a annoncé la création du groupe (qui lui sert en fait plus de pseudonyme) et a présenté la vidéo du premier single, Are You Ready?, le 18 janvier 2010 dans une première exclusive sur le site du NME. Are You Ready? a été publié, seulement au Royaume-Uni, le 1er avril 2010 dans une édition limitée en vinyle 12". Le 9 avril 2010 le groupe sort une chanson réservée au fanclub intitulée Third Eye (Colombus Circle). Dans les deux premières semaines de juin, Ashcroft et ses musiciens ont entamé une tournée européenne (Ancône, Paris, Berlin, Cologne, Amsterdam, Manchester et Londres).
Le premier album du groupe sort le 19 juillet 2010 sous le nom de United Nations of Sound. Born Again, le second et dernier single issus de l'album, a été officiellement publié le jour même comme single à télécharger sur iTunes. 
À la suite de la sortie de l'album, ils repartent en tournée à Tokyo le 7 août, et à Osaka le 8 août 2010 lors du plus grand festival de rock japonais, le Summer Sonic. Ils sont également invités en Australie à Melbourne et Sydney, où se tient le Splendour in the Grass Festival, respectivement le 30 et le 31 juillet.
Après deux mois de silence, le 15 octobre, Ashcroft diffuse via son site internet une seconde piste réservée au fanclub, intitulée Here We Go Again. Le même jour, la chanson Are You Ready? est publiée comme single aux États-Unis, en France et en Italie via iTunes. La radio edit de Are You Ready? est également disponible gratuitement sur la version américaine du site d'Ashcroft.

### Le premier album
Cet album marque le premier album solo d'Ashcroft sans l'ancien batteur du groupe The Verve, Peter Salisbury, qui a joué sur ses trois premiers albums solo et tous ses concerts. 
Depuis 1997, Ashcroft a eu une série de 5 albums consécutifs atteignant le top 3 des charts au Royaume-Uni. En effet les deux albums produits avec The Verve, Urban Hymns en 1997 et Forth en 2008, ont tous deux atteint le top 1 des charts. Les trois albums solo d'Ashcroft - Alone With Everybody en 2000 (no 1 dans les charts), Human Conditions en 2002 (no 3), et Keys To The World en 2006 (no 2) - ont tous été classés dans le top 3 des charts. 
Cependant le succès avec le premier album de ce groupe nouvellement créé, intitulé éponymement United Nations Of Sound, n'est pas au rendez-vous, et l'album entre en 20e place dans les charts anglaises la semaine de sa sortie, avant de tomber en 56e position la seconde semaine, et d'en sortir à ce jour définitivement la semaine suivante.
L'album sortira aux États-Unis le 8 mars 2011 sous le nom de « Richard Ashcroft » par la maison de disques Razor & Tie Records.
Le premier single de l'album, Are You Ready? servira de musique de générique de fin au film américain The Adjustment Bureau qui sortira le 23 mars 2011 en France et en Belgique sous le titre L'Agence. Une autre chanson, The Future's Bright sera composée pour le film par Richard Ashcroft et le célèbre compositeur américain nommé dix fois aux Oscars Thomas Newman.

## Membres

### Membres principaux
- Richard Ashcroft : chant et guitare acoustique
- Steve Wyreman : guitare rythmique
- Dwayne "DW" Wright : basse
- Qyu Jackson : batterie

### Membres additionnels live
- Rico Petrillo : batterie
- Simon Tong : guitare solo (occasionnellement)
- B.J. Cole : guitare solo (occasionnellement)

### Membres additionnels studio
- Reggie Dozer : ingénieur son
- Benjamin Wright : arrangements cordes

## Discographie

### Albums
- United Nations of Sound, 19 juillet 2010, #20 UK Albums Chart.

### Singles
- Are You Ready?, 1er avril et 15 octobre 2010, respectivement en vinyle au Royaume-Uni et via iTunes aux États-Unis.
- Born Again, 15 octobre 2010, via iTunes aux États-Unis.